# Wig a Wag (album)
Pour le groupe, voir Wig A Wag.
Albums de Wig A Wag
Douar iskis
(2003)
Wig A Wag est un album du groupe tourangeau du même nom sorti en 2006. L'équipe change, en grande partie, pour ne conserver que Cyrille Bonneau et Loïc Chavigny. La voie chaude de Morgane Ji apporte une nouvelle couleur aux compositions du groupe, d'influences toujours aussi variées.

## Liste des morceaux
| 1.    | E Ti Lisa           | 4:59 |
| 2.    | Marv Eo Massoud     | 4:09 |
| 3.    | Babylone Kêr-Is     | 3:46 |
| 4.    | Vents Contraires    | 3:02 |
| 5.    | Kèlè                | 4:23 |
| 6.    | Paskou              | 5:06 |
| 7.    | Lady Mary           | 4:00 |
| 8.    | Amnêsia             | 3:40 |
| 9.    | Anouk               | 3:32 |
| 10.   | Kannen Kanak (live) | 5:22 |
| 41:59 |                     |      |

## Musiciens
- Karl Lairet : batterie
- Thomas Burgot : basse
- Stéphane Tassi : clavier
- Pascal Berthomier : violoncelle
- Mickaël Cozien : Gaïta, Binioù kozh
- Cyrille Bonneau : bombarde, saxophone, low whistle, duduk, hulusi, mezoued
- Morgane Ji : chant
- Loïc Chavigny : chant